# Підводні човни типу XXI
Підводні човни типу XXI (нім. U-Boot-Klasse XXI) — клас військових кораблів океанських дизель-електричних підводних човнів, так званих «Electroboot» («електричний човен»), що випускалися у часи Другої світової війни німецькими суднобудівельними компаніями. На момент завершення війни було побудовано сто вісімнадцять одиниць, з яких лише чотири були у боєготовому стані. Тільки два човни встигли ввести до строю підводних сил Крігсмаріне і вийти на бойове патрулювання, але вони не використовувалися в бою.
Вони були першими підводними човнами, розробленими для роботи в основному під водою, а не для того, щоб проводити більшу частину свого часу як надводні кораблі, які могли занурюватися на короткий період, щоб уникнути виявлення. Вони оснащувалися багатою кількістю батарей, щоб збільшити час, який вони могли провести під водою, до кількох днів, і їм потрібно було лише піднятися на перископну глибину для підзарядки акумуляторів за допомогою шноркеля. Дизайн цього типу човнів також включав багато загальних удосконалень: набагато більшу підводну швидкість завдяки покращеній конструкції корпусу, значно покращений час занурення, перезарядження торпеди з підсилювачем і значно поліпшені умови розміщення екіпажу. Разом з цим конструкція також мала багато недоліків, оскільки підводні човни були механічно ненадійними і вразливими до бойових пошкоджень. Підводні човни типу XXI також були запущені у виробництво до завершення повного циклу проєктних робіт.
Після війни кілька військово-морських флотів отримали тип XXI і використовували їх протягом десятиліть у різних ролях, тоді як великі флоти розробили свої власні конструкції підводних човнів на основі трофейних німецьких. До них належать класи радянського проєкту 613, американського типу «Тенг», британського типу «Порпос» та шведського типу «Хайен III», які певною мірою засновані на дизайні човнів типу XXI.

## Список підводних човнів типу XXI
| - U-2501 - U-2502 - U-2503 - U-2504 - U-2505 - U-2506 - U-2507 - U-2508 - U-2509 - U-2510 - U-2511 - U-2512 - U-2513 - U-2514 - U-2515 - U-2516 - U-2517 - U-2518 - U-2519 - U-2520 | - U-2521 - U-2522 - U-2523 - U-2524 - U-2525 - U-2526 - U-2527 - U-2528 - U-2529 - U-2530 - U-2531 - U-2533 - U-2534 - U-2535 - U-2536 - U-2538 - U-2539 - U-2540 - U-2540 - U-2542 | - U-2543 - U-2544 - U-2545 - U-2546 - U-2548 - U-2551 - U-2552 - U-3001 - U-3002 - U-3003 - U-3004 - U-3005 - U-3006 - U-3007 - U-3008 - U-3009 - U-3010 - U-3011 - U-3012 - U-3013 | - U-3014 - U-3015 - U-3016 - U-3017 - U-3018 - U-3019 - U-3020 - U-3021 - U-3022 - U-3023 - U-3024 - U-3025 - U-3026 - U-3027 - U-3028 - U-3029 - U-3030 - U-3031 - U-3032 - U-3033 | - U-3034 - U-3035 - U-3037 - U-3038 - U-3039 - U-3040 - U-3041 - U-3044 - U-3501 - U-3502 - U-3503 - U-3504 - U-3505 - U-3506 - U-3507 - U-3508 - U-3509 - U-3510 - U-3511 - U-3512 | - U-3513 - U-3514 - U-3515 - U-3516 - U-3517 - U-3518 - U-3519 - U-3520 - U-3521 - U-3522 - U-3523 - U-3524 - U-3525 - U-3526 - U-3527 - U-3528 - U-3529 - U-3530 |